# Mohamed Elshorbagy
Mohamed Elshorbagy, alternative Schreibweise Mohamed El Shorbagy, (arabisch محمد الشوربجي; * 12. Januar 1991 in Alexandria) ist ein englisch-ägyptischer Squashspieler. Er wurde 2017 Weltmeister, 2012, 2014 und 2020/21 Vizeweltmeister, sowie 2011 mit der ägyptischen Nationalmannschaft Weltmeister.

## Leben
Mohamed Elshorbagy wuchs in seiner Geburtsstadt Alexandria auf, ehe er in England die Millfield School in Somerset besuchte. Im Anschluss studierte er Maschinenbau an der University of the West of England in Bristol. Sein jüngerer Bruder Marwan Elshorbagy ist ebenfalls Squashspieler.

## Karriere
Bereits bei den Junioren war Mohamed Elshorbagy äußerst erfolgreich. 2008 und 2009 gewann er gegen Aamir Atlas Khan und Ivan Yuen jeweils den Weltmeistertitel bei den U19-Junioren. Im Jahr darauf gewann er bereits seinen ersten Titel auf der Profitour in Indien und kletterte seitdem beständig in der Weltrangliste. Mit der ägyptischen Nationalmannschaft wurde er 2011 in Paderborn Weltmeister. Bei der Weltmeisterschaft 2012 in Doha erreichte Mohamed Elshorbagy erstmals das Finale, das er gegen Ramy Ashour verlor. Im Folgejahr konnte er bei der Weltmeisterschaft das Halbfinale erreichen. Bei den Qatar Classic 2013 besiegte er den zu der Zeit amtierenden Weltmeister Nick Matthew und gewann damit zum ersten Mal ein Turnier der World Series. Im August 2014 folgte in Hongkong sein zweiter Titel bei den World Series, kurz darauf im Oktober bei den US Open der dritte Titel. Durch den Titelgewinn in Philadelphia hatte er vorzeitig die erstmalige Weltranglistenführung zum 1. November sicher. Bei der Weltmeisterschaft 2014 erreichte er zum zweiten Mal das Finale, in dem er ein weiteres Mal Ramy Ashour in fünf Sätzen unterlag. In den Saisons 2014/15 und 2015/16 gewann er unter anderem fünf Turniere der World Series in Folge. In der Weltrangliste stellte er dadurch mit einem Punkteschnitt von 2150 Punkten Ramy Ashours bisherigen Rekord von 1872 Punkten ein. Nach seinem Turniersieg im April in el-Guna erhöhte er diesen Rekord nochmals auf nunmehr 2240 Punkte. Im Juni 2017 gewann er erstmals die PSA World Series Finals. Im selben Jahr wurde er erstmals Weltmeister im Einzel. Im Endspiel setzte er sich in fünf Sätzen gegen seinen jüngeren Bruder Marwan durch. Auf der PSA World Tour gewann Elshorbagy bislang 51 Titel.
Im Juni 2022 gab Elshorbagy bekannt, nachdem er zwischenzeitlich die britische Staatsbürgerschaft erlangt hatte, dass er künftig unter englischer Flagge spielt. Noch im selben Monat wurde er sogleich britischer Meister. Mit der englischen Nationalmannschaft gelang ihm 2023 der Titelgewinn bei den Europameisterschaften. 2023 verteidigte er seinen Titel bei den britischen Meisterschaften. 2023 erreichte Elshorbagy mit der Nationalmannschaft das Finale der Weltmeisterschaft, das gegen Ägypten mit 0:2 verloren ging. 2024 verteidigte Elshorbagy den Mannschaftstitel bei den Europameisterschaften. Darüber hinaus unterlag er mit England bei den Weltmeisterschaften im Finale ein weiteres Mal Ägypten. 2025 folgte ein weiterer Titelgewinn bei den Europameisterschaften.

## Erfolge
- Weltmeister: 2017
- Weltmeister mit der Mannschaft: 2011
- Europameister mit der Mannschaft: 3 Titel (2023, 2024, 2025)
- Gewonnene PSA-Titel: 51
- 50 Monate Weltranglistenerster
- Ägyptischer Meister: 2017
- Britischer Meister: 2022, 2023

## PSA World Tour
| Legende (Anzahl der Titel)                    |
| Weltmeisterschaft (1)                         |
| PSA World Tour Finals (2)                     |
| PSA World Tour Platinum PSA World Series (22) |
| PSA World Tour PSA International (25)         |
| PSA Star Series (1)                           |

### Turniersiege
| Nr. | Datum              | Ort                | Turnier                      | Finalgegner        | Ergebnis                              |
| --- | ------------------ | ------------------ | ---------------------------- | ------------------ | ------------------------------------- |
| 1.  | 17. April 2010     | Kalkutta           | Indian Challenger            | Tarek Momen        | 11:7, 3:11, 8:11, 11:8, 11:8          |
| 2.  | 31. Januar 2011    | Detroit            | Motor City Open              | Omar Mosaad        | 8:11, 11:6, 11:8, 11:5                |
| 3.  | 25. Juni 2011      | Saint-Pierre       | Squash Pro Reunion Open      | Thierry Lincou     | 5:11, 11:5, 11:4, 10:12, 15:13        |
| 4.  | 3. September 2011  | Bogotá             | Colombian Open               | Laurens Jan Anjema | 7:11, 11:7, 11:8, 2:11, 17:15         |
| 5.  | 13. November 2011  | Macau              | Macau Open                   | Thierry Lincou     | 11:13, 11:5, 11:5, 11:7               |
| 6.  | 15. November 2013  | Doha               | Qatar Classic                | Nick Matthew       | 11:5, 5:11, 11:6, 6:11, 11:4          |
| 7.  | 23. November 2013  | Kairo              | Sky Open                     | Karim Darwish      | 11:2, 11:7, 11:8                      |
| 8.  | 28. Januar 2014    | Bloomfield Hills   | Motor City Open              | Peter Barker       | 8:11, 12:14, 11:4, 11:6, 11:7         |
| 9.  | 23. August 2014    | Kuala Lumpur       | Malaysian Open               | Max Lee            | 11:6, 11:7, 11:9                      |
| 10. | 31. August 2014    | Hongkong           | Hong Kong Open               | Grégory Gaultier   | 11:9, 11:2, 4:11, 8:11, 11:4          |
| 11. | 21. September 2014 | Toluca de Lerdo    | Abierto Mexicano de Raquetas | Marwan Elshorbagy  | 11:3, 11:3, 11:2                      |
| 12. | 18. Oktober 2014   | Philadelphia       | US Open                      | Amr Shabana        | 8:11, 11:9, 11:3, 11:3                |
| 13. | 23. Januar 2015    | New York City      | Tournament of Champions      | Nick Matthew       | 5:11, 11:9, 11:8, 12:10               |
| 14. | 17. Mai 2015       | Kingston upon Hull | British Open                 | Grégory Gaultier   | 11:9, 6:11, 5:11, 11:8, 11:5          |
| 15. | 14. September 2015 | Manchester         | British Grand Prix           | Nick Matthew       | 11:7, 12:10, 9:11, 11:6               |
| 16. | 6. November 2015   | Doha               | Qatar Classic                | Grégory Gaultier   | 11:5, 11:7, 5:11, 12:10               |
| 17. | 6. Dezember 2015   | Hongkong           | Hong Kong Open               | Cameron Pilley     | 11:8, 11:6, 11:8                      |
| 18. | 14. Januar 2016    | New York City      | Tournament of Champions      | Nick Matthew       | 8:11, 11:6, 11:8, 6:11, 11:6          |
| 19. | 20. Februar 2016   | Cartagena          | Squashcolombia PSA Open      | Omar Mosaad        | 11:9, 7:11, 11:3, 11:9                |
| 20. | 2. März 2016       | Chicago            | Windy City Open              | Nick Matthew       | 11:6, 11:3, 2:0 Aufgabe               |
| 21. | 27. März 2016      | Kingston upon Hull | British Open                 | Ramy Ashour        | 11:2, 11:5, 11:9                      |
| 22. | 29. April 2016     | el-Guna            | El Gouna International       | Grégory Gaultier   | 7:11, 9:11, 11:3, 11:9, 11:8          |
| 23. | 4. September 2016  | Shanghai           | China Squash Open            | Grégory Gaultier   | 11:5, 11:3, 11:3                      |
| 24. | 15. Oktober 2016   | Philadelphia       | US Open                      | Nick Matthew       | 10:12, 12:14, 11:1, 11:4, 3:0 Aufgabe |
| 25. | 10. Juni 2017      | Dubai              | PSA World Tour Finals        | James Willstrop    | 12:10, 11:9, 11:8                     |
| 26. | 30. September 2017 | San Francisco      | Netsuite Open                | Karim Abdel Gawad  | 11:9, 11:6, 11:3                      |
| 27. | 22. Oktober 2017   | Weybridge          | Channel VAS Championships    | Ali Farag          | 6:11, 11:9, 11:5, 12:10               |
| 28. | 3. November 2017   | Doha               | Qatar Classic                | Tarek Momen        | 11:8, 10:12, 11:7, 11:7               |
| 29. | 19. November 2017  | Hongkong           | Hong Kong Open               | Ali Farag          | 11:6, 5:11, 11:4, 7:11, 11:3          |
| 30. | 17. Dezember 2017  | Manchester         | Weltmeisterschaft            | Marwan Elshorbagy  | 11:5, 9:11, 11:7, 9:11, 11:6          |
| 31. | 28. Februar 2018   | Chicago            | Windy City Open              | Marwan Elshorbagy  | 11:8, 11:8, 11:6                      |
| 32. | 9. März 2018       | London             | Canary Wharf Squash Classic  | Tarek Momen        | 11:8, 7:11, 12:10, 9:11, 11:3         |
| 33. | 9. Juni 2018       | Dubai              | PSA World Tour Finals        | Ali Farag          | 9:11, 11:3, 11:9, 11:8                |
| 34. | 13. Oktober 2018   | Philadelphia       | US Open                      | Simon Rösner       | 8:11, 11:8, 6:11, 11:8, 11:4          |
| 35. | 25. November 2018  | Hongkong           | Hong Kong Open               | Ali Farag          | 11:6, 11:6, 11:7                      |
| 36. | 31. März 2019      | Zürich             | Grasshopper Cup              | Tarek Momen        | 11:8, 13:11, 11:8                     |
| 37. | 26. Mai 2019       | Kingston upon Hull | British Open                 | Ali Farag          | 11:9, 11:5, 5:11, 11:9                |
| 38. | 8. September 2019  | Shanghai           | China Squash Open            | Ali Farag          | 11:3, 11:9, 5:11, 11:8                |
| 39. | 30. September 2019 | San Francisco      | Netsuite Open                | Tarek Momen        | 11:5, 11:13, 11:9, 7:11, 11:4         |
| 40. | 17. Januar 2020    | New York City      | Tournament of Champions      | Tarek Momen        | 9:11, 11:7, 11:8, 11:5                |
| 41. | 13. März 2020      | London             | Canary Wharf Squash Classic  | Ali Farag          | 11:8, 10:12, 11:6, 15:13              |
| 42. | 22. September 2020 | Manchester         | Manchester Open              | Karim Abdel Gawad  | 9:11, 11:8, 11:7, 13:11               |
| 43. | 28. Mai 2021       | el-Guna            | El Gouna International       | Paul Coll          | 11:5, 11:2, 11:7                      |
| 44. | 20. Februar 2022   | Washington, D.C.   | Squash on Fire Open          | Joel Makin         | 11:5, 11:9, 11:8                      |
| 45. | 10. September 2022 | Doha               | Qatar Classic                | Victor Crouin      | 11:4, 11:6, 7:11, 11:8                |
| 46. | 4. Oktober 2022    | San Francisco      | Netsuite Open                | Marwan Elshorbagy  | 6:11, 11:9, 11:2, 11:8                |
| 47. | 13. November 2022  | Tauranga           | New Zealand Open             | Paul Coll          | 9:11, 11:8, 11:4, 11:7                |
| 48. | 20. November 2022  | Singapur           | Singapore Squash Open        | Diego Elías        | 11:6, 11:6, 11:8                      |
| 49. | 7. März 2023       | Kairo              | Black Ball Open              | Tarek Momen        | 14:12, 11:8, 11:7                     |
| 50. | 3. November 2024   | Shanghai           | China Squash Open            | Mohamed Abouelghar | 11:6, 12:14, 11:7, 11:9               |
| 51. | 28. Februar 2025   | Calgary            | Canadian Open                | Leonel Cárdenas    | 11:5, 11:5, 11:7                      |

### Finalteilnahmen
| Nr. | Datum              | Ort                    | Turnier                      | Finalgegner            | Ergebnis                        |
| --- | ------------------ | ---------------------- | ---------------------------- | ---------------------- | ------------------------------- |
| 1.  | 7. Dezember 2008   | Santa Cruz de Tenerife | Spanish Open                 | Borja Golán            | 4:11, 11:8, 6:11, 11:7, 8:11    |
| 2.  | 25. April 2009     | Dublin                 | Irish Open                   | Thierry Lincou         | 7:11, 6:11, 5:11                |
| 3.  | 20. März 2011      | Kuala Lumpur           | Kuala Lumpur Open            | Karim Darwish          | 9:11, 9:11, 3:11                |
| 4.  | 15. September 2012 | Kuala Lumpur           | Malaysian Open               | Tarek Momen            | 10:12, 11:6, 10:12, 11:8, 12:14 |
| 5.  | 21. Oktober 2012   | Macau                  | Macau Open                   | Karim Darwish          | 11:9, 7:11, 12:10, 4:11, 9:11   |
| 6.  | 14. Dezember 2012  | Doha                   | Weltmeisterschaft            | Ramy Ashour            | 11:2, 6:11, 5:11, 11:9, 8:11    |
| 7.  | 31. März 2013      | Kuala Lumpur           | Kuala Lumpur Open            | Karim Darwish          | 9:11, 10:12, 7:11               |
| 8.  | 22. September 2013 | Toluca de Lerdo        | Abierto Mexicano de Raquetas | Grégory Gaultier       | 11:7, 8:11, 11:3, 6:11, 6:11    |
| 9.  | 19. März 2014      | Richmond               | PSA World Tour Finals        | Ramy Ashour            | 17:15, 7:11, 4:11, 5:11         |
| 10. | 18. April 2014     | el-Guna                | El Gouna International       | Ramy Ashour            | 7:11, 10:12, 11:8, 8:11         |
| 11. | 21. November 2014  | Doha                   | Weltmeisterschaft            | Ramy Ashour            | 11:13, 11:7, 11:5, 5:11, 12:14  |
| 12. | 4. März 2015       | Chicago                | Windy City Open              | Nick Matthew           | 7:11, 2:11, 7:11                |
| 13. | 10. April 2015     | el-Guna                | El Gouna International       | Ramy Ashour            | 9:11, 6:11, 11:4, 12:10, 10:12  |
| 14. | 18. November 2016  | Doha                   | Qatar Classic                | Karim Abdel Gawad      | 10:12, 13:15, 7:11              |
| 15. | 14. Oktober 2017   | Philadelphia           | US Open                      | Ali Farag              | 10:12, 9:11, 8:11               |
| 16. | 18. März 2018      | Zürich                 | Grasshopper Cup              | Ramy Ashour            | 8:11, 9:11, 6:11                |
| 17. | 20. Mai 2018       | Kingston upon Hull     | British Open                 | Miguel Ángel Rodríguez | 7:11, 11:6, 11:8, 2:11, 9:11    |
| 18. | 2. Oktober 2018    | San Francisco          | Netsuite Open                | Ali Farag              | 9:11, 11:13, 11:4, 9:11         |
| 19. | 24. Januar 2019    | New York City          | Tournament of Champions      | Ali Farag              | 12:10, 11:6, 6:11, 3:11, 8:11   |
| 20. | 14. April 2019     | Eindhoven              | DPD Open                     | Ali Farag              | 13:11, 6:11, 4:11, 4:11         |
| 21. | 12. Oktober 2019   | Philadelphia           | US Open                      | Ali Farag              | 4:11, 7:11, 2:11                |
| 22. | 24. November 2019  | Weybridge              | Channel VAS Championships    | Karim Abdel Gawad      | 11:8, 3:11, 1:11, 12:10, 6:11   |
| 23. | 27. Juni 2021      | Kairo                  | PSA World Tour Finals        | Mostafa Asal           | 14:12, 4:11, 7:11, 3:11         |
| 24. | 23. Juli 2021      | Chicago                | Weltmeisterschaft            | Ali Farag              | 11:7, 10:12, 9:11, 4:11         |
| 25. | 17. September 2021 | Kairo                  | Egyptian Open                | Ali Farag              | 11:6, 11:9, 2:11, 6:11, 5:11    |
| 26. | 18. April 2022     | Manchester             | Manchester Open              | Joel Makin             | 7:11, 11:5, 11:13, 4:11         |
| 27. | 22. Mai 2022       | Kairo                  | Weltmeisterschaft            | Ali Farag              | 11:9, 8:11, 11:7, 9:11, 2:11    |
| 28. | 11. Juni 2022      | Grand Baie             | Mauritius Open               | Diego Elías            | 2:11, 9:11, 8:11                |
| 29. | 15. Januar 2023    | Houston                | Houston Open                 | Mostafa Asal           | 6:11, 7:11, 2:11                |